# Juan Manuel Torres (baloncestista)
Juan Manuel Torres (Bahía Blanca, Provincia de Buenos Aires, Argentina, 24 de febrero de 1984) es un baloncestista argentino que se desempeña en la posición de pívot. Es hermano del también baloncestista Gonzalo Torres.

## Trayectoria

### Clubes
| Club                        | País      | Año         |
| --------------------------- | --------- | ----------- |
| Estudiantes de Bahía Blanca | Argentina | 2003        |
| Etosa Alicante              | España    | 2003 - 2004 |
| Aguas Valencia de Gandia    | España    | 2004 - 2005 |
| CAI Huesca La Magia         | España    | 2005 - 2006 |
| CB L'Hospitalet             | España    | 2006 - 2007 |
| Estudiantes de Bahía Blanca | Argentina | 2007 - 2008 |
| Asociación Mitre            | Argentina | 2008        |
| Quimsa                      | Argentina | 2008 - 2009 |
| Metodista                   | Brasil    | 2009        |
| Olímpico                    | Argentina | 2010        |
| Tucumán BB                  | Argentina | 2010 - 2011 |
| Huracán de Trelew           | Argentina | 2011 - 2012 |
| Weber Bahía Estudiantes     | Argentina | 2012 - 2013 |
| Fluminense                  | Brasil    | 2013        |
| Macaé Basquete              | Brasil    | 2013 - 2014 |
| Atenas                      | Argentina | 2014 - 2016 |
| Peñarol de Mar del Plata    | Argentina | 2016 - 2017 |
| Quimsa                      | Argentina | 2017        |
| Boca Juniors                | Argentina | 2018        |
| Comunicaciones              | Argentina | 2018        |
| Goes                        | Uruguay   | 2018        |
| Libertad                    | Argentina | 2019 - 2020 |
| Atenas                      | Argentina | 2020 - 2021 |

## Selección nacional
Torres actuó con los seleccionados juveniles de baloncesto de Argentina, formando parte del plantel que compitió en el Campeonato Sudamericano de Baloncesto Sub-21 de 2004, el Campeonato FIBA Américas Sub-21 de 2004 y el Campeonato Mundial de Baloncesto Sub-21 Masculino de 2005.
Con la selección mayor participó de la Copa Stankovic en 2013 y del torneo de baloncesto masculino de los Juegos Panamericanos de 2015.